# Super Nova (Wayne Shorter)
Super Nova è un album del sassofonista jazz Wayne Shorter, registrato il 29 agosto e il 2 settembre del 1969.
Tutti i brani sono stati composti da Wayne Shorter tranne dove indicato diversamente.

## Tracce
1. Super Nova – 4:44
2. Swee-Pea – 4:35
3. Dindi – 9:45 (A. C. Jobim)
4. Water Babies – 4:50
5. Capricorn – 7:45
6. More than Human – 6:10

Durata totale: 37:49

## Formazione
- Wayne Shorter – sassofono soprano
- John McLaughlin – chitarra
- Sonny Sharrock – chitarra
- Walter Booker – chitarra classica
- Miroslav Vitous – contrabbasso
- Jack DeJohnette – batteria
- Chick Corea – piano(strumento musicale)
- Airto Moreira – percussioni
- Maria Brooker – voce in Dindi

## Personale tecnico
- Frank Gauna – Art director
- Tony DeStefano – Design copertina
- Herb Wong – Note di copertina
- Ron McMaster – Trasferimento in digitale